# 1933年香港潔淨局選舉
1933年香港潔淨局選舉原定在12月27日舉行，選出潔淨局一名非官守議員。曾因為離開香港而辭任非官守議員的羅伯托·亞歷山大·德·塞納·費爾南德斯·德·卡斯特羅·巴斯托，在今次選舉中無競爭下回歸。